# Église San Gallo
L'église San Gallo (en italien : Chiesa di San Gallo) est un oratoire catholique de Venise, en Italie, par habitude son nom usuel est resté Chiessa di San Gallo.

## Localisation
San Gallo (Saint Gall) est située sur le dans le sestiere de San Marco, pas loin de la place Saint-Marc, sur le campo éponyme, aussi appelé Campo Rùsolo (Rùsolo pourrait être une déformation de Orseolo).

## Historique
Érigée en 1582 en tant que chapelle de l'Ospizio Orseolo, elle prit sa forme actuelle en 1703. L'Ospizio fut démoli en 1872, et remplacé par un hôtel.